# Monterey Pop
Monterey Pop é um filme de 1968 dirigido por D. A. Pennebaker que documenta o Festival Pop de Monterey de 1967. Foi relançado em DVD em 2002 como parte do box The Complete Monterey Pop Festival, que traz ainda os curtas Jimi Plays Monterey (1986) e Shake! Otis at Monterey (1986), além de duas horas extras de apresentações, incluindo bandas não mostradas no filme original. O box foi relançado em Blu-ray em 2009.

## Músicos e canções
Canções apresentadas no filme, em ordem de aparição:
1. Scott McKenzie — "San Francisco (Be Sure to Wear Flowers in Your Hair)"*
2. The Mamas & The Papas — "Creeque Alley"* e "California Dreamin'"
3. Canned Heat — "Rollin' and Tumblin'"
4. Simon & Garfunkel — "The 59th Street Bridge Song (Feelin' Groovy)"
5. Hugh Masekela — "Bajabula Bonke (The Healing Song)"
6. Jefferson Airplane — "High Flyin' Bird" e "Today"
7. Big Brother & The Holding Company — "Ball 'n' Chain"
8. Eric Burdon & The Animals — "Paint It, Black"
9. The Who — "My Generation"
10. Country Joe & The Fish — "Section 43"
11. Otis Redding — "Shake" e "I've Been Loving You Too Long"
12. The Jimi Hendrix Experience — "Wild Thing"
13. The Mamas & The Papas — "Got a Feelin'"
14. Ravi Shankar — "Raga Bhimpalasi"